# الصحاورية
الصحاورية قرية جزائرية تقع في ولاية معسكر ببلدية المحمدية، تعداد سكانها أكثر من ثلاثون ألف نسمة.

## أصل التسمية
الصحاورية كما تكتب بالعربية و بالأحرف اللاتينية Shaouria

## القرى المحيطة
عدة قرى وتجمعات سكانية تحيط بالمدينة القرية سجرارة- الغمري - سوق التمر - البخايتية - الشوادلية - البعاطيش - أولاد مالك - - الشناقلية - السفافحة - دوار جيلو - شارب الريح - سنتاجيني - بن شنين - سيدي عبد المومن - سجرارة - فرقوق - فراقيق

## الجغرافيا
المدينة يسودها مناخ البحر الأبيض المتوسط معتدل قليلا ما ينخفض الترمومتر تحت الصفر شتاء ونادرا ما يفوق ال 41 صيفا يبلغ المعدل المتوسط للتساقطات المطرية على مستوى بلدية الصحاورية ما بين 300 و 380 مم/السنة.
ينتشر بالمدينة نسيج عمراني حديث مقارنتا بالمدن القديمة حيث لا نجد بناء تاريخ بناؤه أقدم من 1860 النسيج الأوربي يتركز في وسط المدينة بينما البناءات المبنية على نمط القصبات العتيقة نجدها في الهضبات المجاورة من أشهرها في المدينة حي القوادرية

## اقتصاد
بعض الإحصائيات عن الثروة الحيوانية في بلدية الصحاورية - مجموع الأبقار: 515 رأس - عدد رؤوس البقر الحلوب: 146 رأس - إنتاج الحليب: 474000 لتر - كمية لحوم الأبقار المنتجة: 643 قنطار
- عدد رؤوس الأغنام: 11156 رأس - كمية لحوم الأغنام المنتجة: 1318 قنطار - عدد رؤوس المعز: 573 رأس
-إنتاج الجلود: 32 قنطار تربيـة النحـل: - عدد صناديق المخصصة لتربية النحل:2324 - كمية العسل المنتجة:20000 كلغ
يتواجد على تراب بلدية المحمدية العديد من المرافق الحيوية أهمها: - محطة معالجة وضخ المياه الواقعة بحي مصطفى بن بوالعيد. - محطة ضخ المياه المسماة فرقوق والواقعة بدوار جبور. - مركز الجزائرية المياه. - مركز للقسم الفرعي للري. - مركز للقسم الفرعي للفلاحة. - المعهد التقني للأشجار المثمرة والكروم (I.T.A.F). - غرفة للتبريد بشارع العربي بن مهيدي. - مزرعة نموذجية للأشجار المثمرة ( تتربع على مساحة قدرها 536 هكتار وتضم 157 هكتار من الحمضيات، 26 هكتار من أشجار الزيتون، 06 هكتارات من التفاح ). -الديوان الوطني للسقي والتطهير. - محطة تصفية المياه القذرة تقع بمنطقة الصحاورية. - محطة تصفية المياه القذرة تقع بمزرعة حجال صافا . - مذبح بلدي خاص بذبح الأبقار والأغنام. - مذبح للدواجن يقع بمنطقة الصحاورية. - سوق للخضر والفواكه يقع وسط مدينة الصحاورية. - سوق جهوي للخضر والفواكه يقع في المدخل الشرقي لبلدية الصحاورية.